# Nukleofilna adicija
Nukleofilna adicija u organskoj hemiji predstavlja reakciju adicije pri kojoj se u hemijskom jedinjenju π veza raskida tako što se formiraju dvije nove kovalentne veze adicijom nukleofila. 
Reakcije adicije su ograničene na hemijska jedinjenja koja imaju višestruke veze:
- molekul sa atomom ugljenika - višestruke veze sa heteroatom kao što su jedinjenja sa karbonilnom grupom, imini ili nitrili
- molekuli sa atomom ugljenika - dvostruke ili trostruke veze između atoma ugljenika.

## Adicija na dvostruku vezu između atoma ugljenika i heteroatoma
Reakcija adicije nukleofila na dvostruku vezu atoma ugljenika i heteroatoma kao što je C=O ili CN trostruka veza su raznovrsne. Ove veze su polarne (jer postoji razlika u elektronegativnosti između dva atoma) pri čemu je parcijalno pozitivno naelektrisanje koncentrisano na strani atoma ugljenika. Ovo čini atom ugljenika primarnom metom za nukleofil:.
Ovaj tip reakcije se takođe naziva 1,2 nukleofilna adicija. Proizvod koji se dobije pri ovoj reakciji je racemat. Postoje brojni primjeri ovakvog tipa adicije. Kada se pri reakciji adicije dešava i eliminacija onda je tip reakcije nukleofilna acil supstitucija ili reakcija adicije i eliminacije.

### Karbonili
Ako postoji karbonilna grupa kao elektrofil, nukleofil može biti:
- voda u hidrataciji u geminalni diol
- alkohol u acetilizaciji u acetal
- hidrid u redukciji u alkohol
- amin sa formaldehidom u karbonilnim jedinjenjem u Manihovoj reakciji
- enolatni jon u aldolnoj reakciji
- organometalni nukleofil u Grinjarovoj reakciji
- cviterjon piridina u Hamikovoj reakciji

### Nitrili
Ako postoji nitril kao elektrofil nukleofilna adicija se može desiti sa:
- hidroliza nitrila u amid ili karboksilnu kiselinu
- alkoholi u Pinolovoj reakciji

## Adicija na dvostruku vezu između dva atoma ugljenika
Glavni mehanizam adicije alkena je formiranje nukleofila  koji formira kovalentnu vezu sa nezasićenim sistemom koji je siromašan elektronima -C=C- (prvi korak). Negativno naelektrisanje na X se prenosi na vezu ugljenik-ugljenik. 
U koraku 2 naelektrisani karbanjon se spaja sa (Y) koji je siromašan elektronima da bi se formirala druga kovalentna veza. 
Obični alkeni nisu skloni napadu nukleofila (jer imaju nepolarnu vezu). Stiren reaguje u toluenu sa natrijumom i stvara se 1,2-difenil propan pri čemu se kao intermedijer javlja karbanjon.
Drugi izuzetak od pravila je Varentrapova reakcija. Fulereni imaju neobičnu reaktivnost dvostruke veze i adicije kao što je Bingelova reakcija su češće. 
Kada je X karbonilna grupa kao C=O ili COOR ili cijanidna grupa tip reakcije je reakcija konjugovane adicije. Supstituent X pomaže da se stabilizuje negativno naelektrisanje na atomu ugljenika putem svog induktivnog efekta. 
Kada je Y-Z karbanjon reakcija je poznata kao Majklova reakcija. 
Perfluorisani akleni (alkeni koji imaju sve atome vodonika zamijenjene fluorom) su podložni nukleofilnoj adiciji, na primjer fluoridnim jonom iz cezijum-fluorida ili srebro(I)-fluorida da bi se dobio perfluoro-alkilni anjon.      